# LG Optimus L7 II
L'LG Optimus L7 II (P710 con la sigla data dalla casa produttrice) è uno smartphone di fascia medio-bassa commercializzato in Italia dall'aprile del 2013. Esso fa parte della seconda generazione della gamma denominata da LG L-Style insieme ad Optimus L1 II, Optimus L3 II, Optimus L4 II, Optimus L5 II ed Optimus L9 II e alle versioni dual sim.
Di base monta il sistema operativo Android alla versione 4.1.2 Jelly Bean. È possibile passare alla versione 4.4.2 Kit Kat solo tramite il software LG PC Suite per pc, non essendo disponibile l'aggiornamento via OTA.
LG Optimus L7 II è il diretto successore di LG Optimus L7 commercializzato dalla casa coreana nel 2012.

## Caratteristiche
L'Optimus L7 II è un dispositivo di fascia medio-bassa che presenta dei miglioramenti hardware rispetto al predecessore ed è venduto con un prezzo di lancio di 299 euro. Esso monta l'interfaccia utente proprietaria LG, denominata Optimus.
Il processore è un Qualcomm MSM 8225 Snapdragon Dual-Core 1GHz, al quale sono abbinati 768 MB di RAM e una memoria interna da 4 GB espandibile con schede di memoria microSD e microSDHC fino a 32 GB.
Lo schermo è da 4,3", con una risoluzione di 480×800 pixel, realizzato con la tecnologia IPS. Il dispositivo è dotato di connettività Wi-Fi 802.11 b/g/n e Bluetooth 3.0 ed è dotato di una batteria da 2460 mAh.
La fotocamera è da 8 megapixel con autofocus e flash ed è presente una fotocamera frontale da 0,3 megapixel.

## Aggiornamenti ufficiali del sistema operativo

### Minor update
- Versione firmware V10b

Il 13 aprile del 2013 LG ha distribuito in Italia, per i modelli No brand, un minor update:

- Applicate le più recenti patch di sicurezza di Google

- Possibilità di spostare le applicazioni sulla memoria MicroSD esterna

- Aggiunto un cursore per regolare la luminosità dello Smart LED (led di stato)
- Versione firmware V10d

Il 16 maggio del 2013 LG ha distribuito in Italia un secondo minor update, sempre per i modelli No brand:

- Miglioramento della funzione di spostamento delle applicazioni a pagamento sulla scheda MicroSD
- Versione firmware V10e

Il 24 luglio del 2013 LG ha distribuito in Italia un terzo minor update, sempre per i modelli No brand:

- Calibrazione della sensibilità del touchscreen

- Risolto un problema di sensibilità GPS durante la ricarica

- Risolti sporadici problemi nell'accensione rilevati in altre Nazioni europee
Versione firmware V20e
Aggiornamento sistema operativo ad Android 4.4.2 disponibile solamente attraverso il software LG PC suite e non via OTA.